# Retrato de la marquesa de Montehermoso
El Retrato de la marquesa de Montehermoso, también conocido como María Amalia de Aguirre y Acedo, marquesa de Montehermoso (hacia 1810), es un óleo sobre lienzo de Francisco de Goya que se encuentra en una colección particular desde 2001. En 2008, con ocasión del 200 aniversario de mayo de 1808 y el inicio de la guerra de la Independencia, el Museo del Prado incluyó la obra en su exposición Goya en tiempos de guerra.
Según Manuela Mena, Jefa de Conservación de Pintura del siglo XVIII y Goya del Museo del Prado, se trata de la primera obra en la que se advierte en Goya un cambio de estilo hacia el prerromanticismo.

## Análisis
El cuadro retrata a María Amalia de Aguirre y Acedo (Vitoria, 1801- ), marquesa de Montehermoso, hija de la también marquesa de Montehermoso, María del Pilar Acedo y Sarriá y de su marido, Ortuño de Aguirre y del Corral, VI marqués de Montehermoso, a quien José I nombraría gentilhombre de Cámara, grande de España y caballero de la Orden de España.